# Nieuw-Weerdinge
Nieuw-Weerdinge (Nedersaksisch / Drents: Nei-Weerdinge of Weerdingermond) is een lintdorp in de Nederlandse provincie Drenthe, gemeente Emmen, met 3.390 inwoners (1 januari 2023), dat is ontstaan in 1872 ten tijde van de vervening. Het dorp ligt aan de rand van de Hondsrug tussen Emmen en het Groningse Ter Apel. 

## Ligging
Nieuw-Weerdinge is een veenkolonie ten noordoosten van het zanddorp Weerdinge. Het bestaat uit lintbebouwing langs het Weerdingerkanaal, met halverwege het dorp een aantal nieuwbouwwijken. Waar in het centrum middenstand gevestigd zit. Een bank, fietsenwinkels, een supermarkt, café-restaurant, bloemist en meubelzaken. Verder in het dorp zitten o.a. slagers, een bakkerij, snackbars en garages. Nieuw-Weerdinge heeft een groot buitengebied dat voornamelijk bestaat uit landbouwgrond. Het gebied dat ten noorden van Nieuw-Weerdinge en ten zuiden van de Valtherdijk ligt, worden 'De Vledders' genoemd. Hier ligt een groot stuk natuurgebied van Staatsbosbeheer, genaamd De Hondsrug. Het Vledderdiep verbindt het begin van Nieuw-Weerdinge met de Drentse Mondenweg. Ten westen van het dorp ligt Het Noordveen, dit gebied loopt tot het dorpje Weerdinge. Het gebied ten zuidwesten van Nieuw-Weerdinge wordt 'Het Siepelveen' genoemd, de zuidoost kant heet 'Het Roswinkelerveen'.

## Wegen en kanalen
Ten zuiden van het dorp loopt de provinciale weg N391 die de verbinding vormt tussen Emmen en Ter Apel. De belangrijkste doorgaande weg door Nieuw-Weerdinge is het Weerdingerkanaal noordzijde, die de oude verbindingsroute vormt tussen Emmen en Ter Apel. Andere belangrijke wegen zijn de Drentsche Mondenweg (N379) richting Valthermond, de Ertstraat richting Roswinkel, het Noordveenkanaal richting Valthe en de Tramwijk richting Weerdinge.

## In het dorp
Centraal in het dorp ligt het Dr. Beertaplein met het standbeeld van De Veenarbeider. Aan het Dr. Beertaplein is ook het multifunctioneel centrum De Badde gevestigd. Nieuw-Weerdinge telt een tweetal basisscholen: een openbare en een protestants-christelijke. Verder heeft het dorp een groot aantal (sport)verenigingen, waaronder twee voetbalverenigingen (Titan en NWVV), een handbalvereniging, een judovereniging, een volleybalvereniging, een tennisvereniging en een fietstoerclub. Deze toerclub werd vooral bekend door haar sponsorrit vanuit Verona naar Nieuw-Weerdinge, waarvan de opbrengst ten goede kwam aan de bouw van de nieuwe sporthal. De club had in maart 2020 ruim veertig leden. Ieder jaar organiseren zij de Slenerveldtocht voor ATB'ers. Jaarlijks doen daar zo'n 700 fietsers aan mee. De meeste verenigingen maken gebruik van het sportpark, waar naast voetbal- en tennisvelden ook een grote sporthal en een openluchtzwembad zijn gevestigd. Het dorp heeft ook een eigen (dieren)park, De Wencke.
Het dorp heeft twee kerken: een Nederlands-hervormde en een baptistenkerk. Ongeveer 76% van de Nieuw-Weerdingse bevolking is religieus.

## Trivia
- In 1997 vierde Nieuw-Weerdinge haar 125-jarig bestaan met een groot dorpsfeest.
- In 2006 werd in Nieuw-Weerdinge de (landbouw)tentoonstelling Het Zuidenveld gehouden.
- In 2022 wordt het 150-jarig bestaan gevierd. (1 jaar uitstel ivm Coronamaatregelen)

## Geboren
- Albertus Zefat (1901-1944), verzetsstrijder